# 陈栎
陈栎（1252年—1334年），字寿翁、又字徽之，号定宇。徽州休宁滕溪人。

## 生平
陈栎三歲由祖母吴氏口授《孝经》、《论语》，且都能背得十分熟练，十六岁时受学于黄智孙。宋朝滅亡後，就开始閉門讀書，隱居长达三十八年。晚年时号东阜老人。学者稱定宇先生。曾经写过《历代蒙求》。

## 延伸阅读
[在维基数据编辑]
 在维基文库阅读此作者作品
 《元史·卷189》，出自宋濂《元史》